# Saint-Cyprien (Pyrénées-Orientales)
Saint-Cyprien [sɛ̃ sipʁijɛ̃] (auf Katalanisch Sant Cebrià de Rosselló) ist eine französische Gemeinde mit 11.995 Einwohnern (Stand 1. Januar 2022) im Département Pyrénées-Orientales in der Region Okzitanien. Sie gehört zum Arrondissement Céret und zum Kanton La Côte Sableuse. Ihre Einwohner nennen sich Cyprianencs.

## Geografie
Die Küstenstadt befindet sich nahe der spanischen Grenze, sie ist in die zwei Teile Village und Plage geteilt. Saint-Cyprien Plage liegt direkt am Golfe du Lion des nördlichen Mittelmeers, der Ortsteil Village etwa vier Kilometer davon entfernt im Landesinneren. Die ursprüngliche Bevölkerung lebt in Saint-Cyprien Village, dort sind auch Handel und Gewerbe konzentriert. In Saint-Cyprien Plage wohnt eine gemischte Bevölkerung aus zugezogenen Pensionären, darunter auch viele Ausländer, und „Pieds-noirs“, wie die aus den ehemaligen französischen Kolonien in Nordafrika stammenden Franzosen genannt werden, die in den 1960er Jahren nach dem Algerienkrieg in das Mutterland zurückgekehrt waren.

## Geschichte

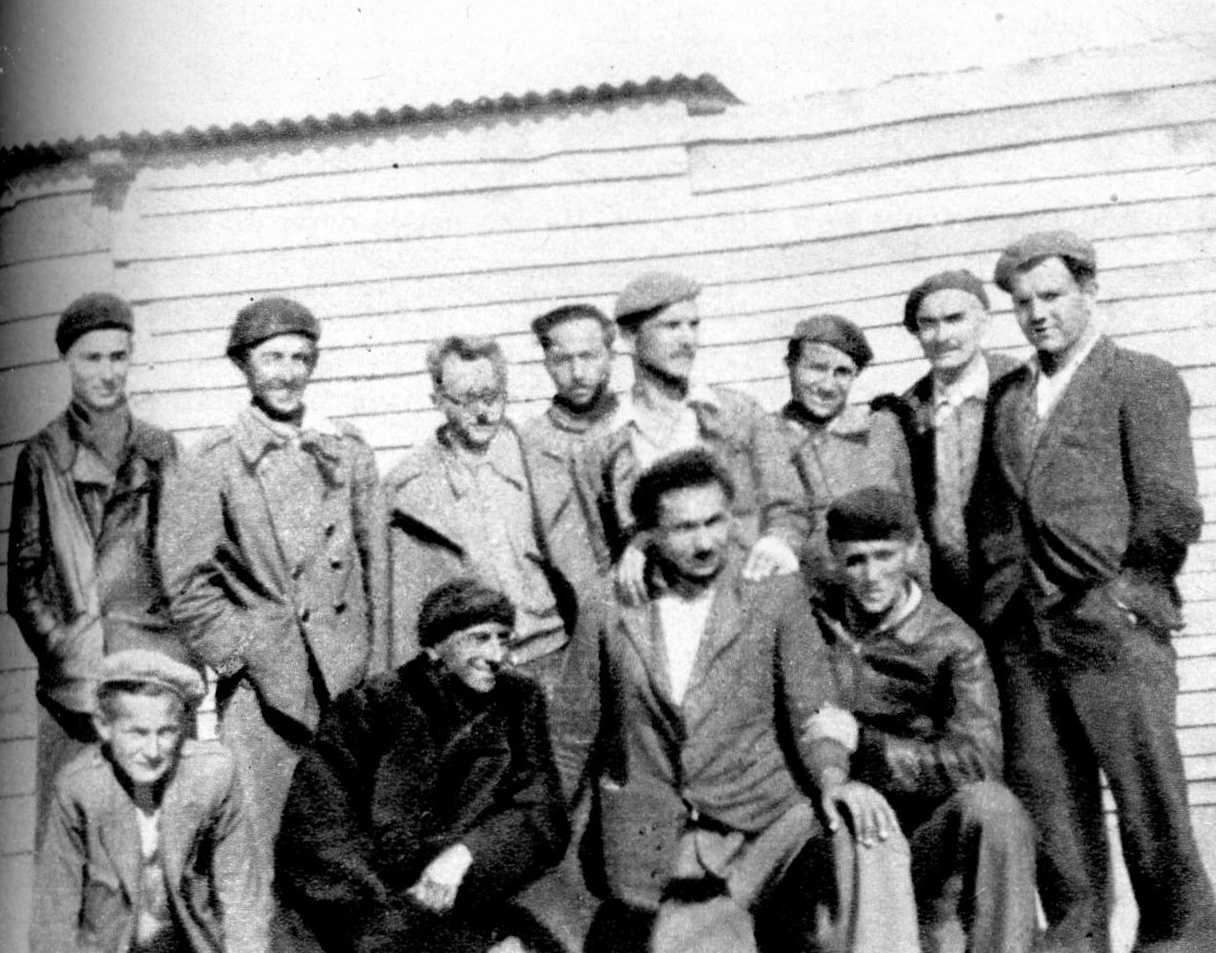
Eine Gruppe jugoslawischer Freiwilliger im Spanischen Bürgerkrieg im Lager Saint-Cyprien, 1939

### Spanischer Bürgerkrieg

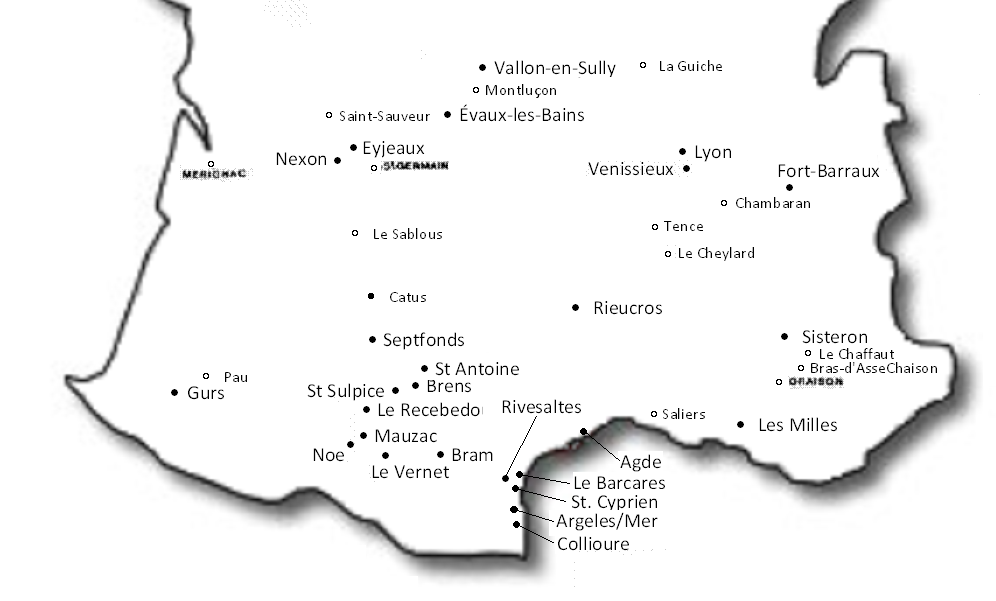
Internierungslager in Südfrankreich nach dem Ende des Spanischen Bürgerkrieges, 1939

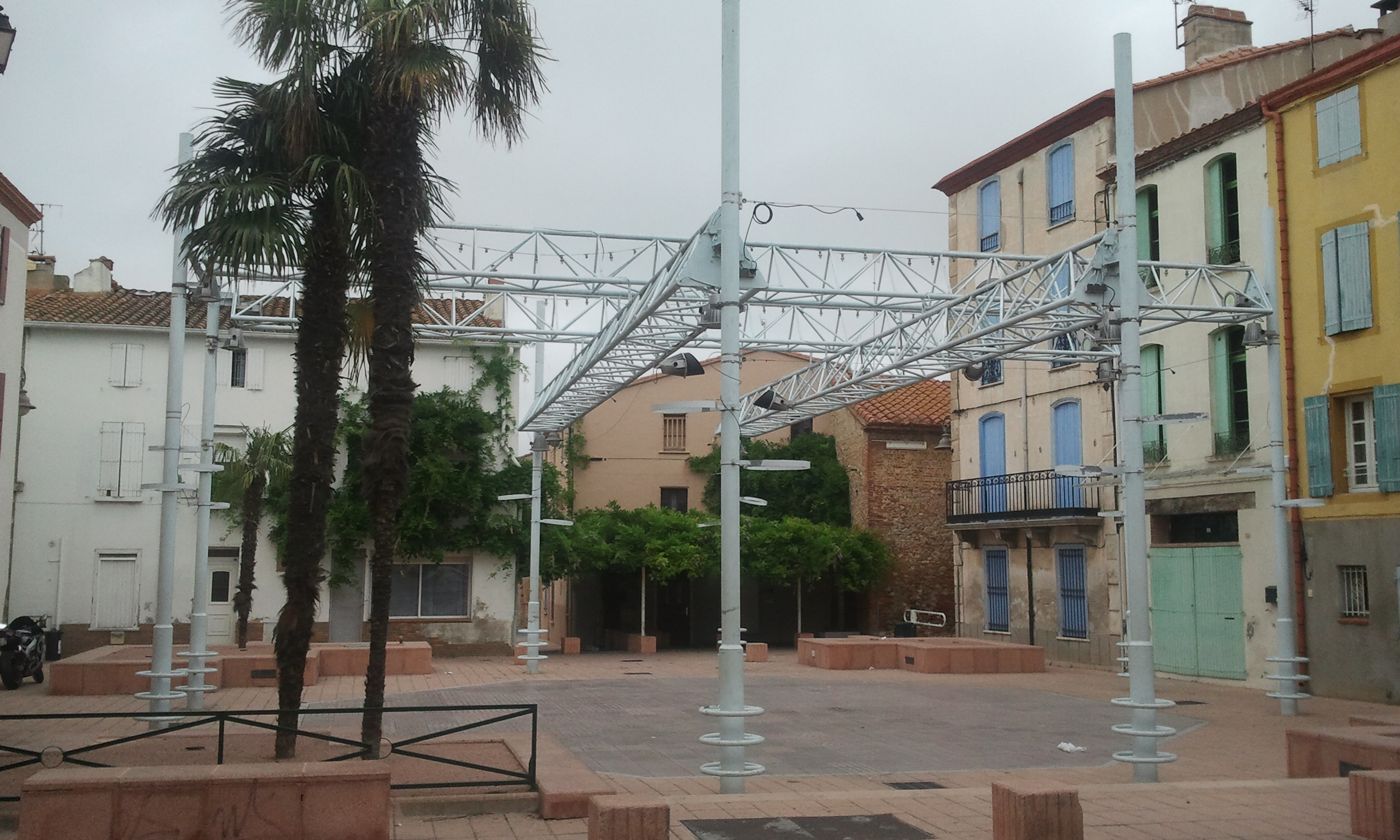
Place de la République in Saint-Cyprien Village

Am Strand von Saint-Cyprien wurde von 1939 bis 1940 ein Internierungslager betrieben, das offiziell Camp de Concentration de Saint-Cyprien (Konzentrationslager Saint-Cyprien) hieß. Fast 90.000 Personen wurden dort von den mit den großen Flüchtlingswellen überforderten französischen Behörden festgehalten. 1939 waren dies mehrheitlich Internationalisten, die nach dem Sieg Francos im Spanischen Bürgerkrieg aus dem benachbarten Spanien geflohen waren. Oft mussten die Internierten auf dem blanken Erdboden schlafen, erst nach und nach wurden einfache Baracken errichtet, die allerdings chronisch überfüllt waren. Viele der Internierten wurden später ins Internierungslager Gurs oder ins Sammellager Drancy gebracht und schließlich ins Konzentrationslager Auschwitz verschleppt, wo die überwiegende Mehrheit von ihnen umgebracht wurde.

### Zweiter Weltkrieg
Das Lager in Saint-Cyprien wurde aufrechterhalten. In den Monaten Mai und Juni 1940 füllte es sich erneut, diesmal mit Deutschen und Flüchtlingen anderer Nationen, mehrheitlich jüdischer Abstammung. Nun kamen die Internierten aus Belgien, das im Westfeldzug von der deutschen Wehrmacht überrollt wurde. Sie waren von der belgischen Verwaltung festgenommen und nach Frankreich getrieben worden, wo sie von den französischen Behörden übernommen wurden und nach 18 Tagen Saint-Cyprien erreichten. Dort wurde ihr Besitz beschlagnahmt und inventarisiert. Im Archiv des Départements Pyrénées-Orientales liegen die „Listen von Saint-Cyprien“  mit 152 Seiten, die zwischen dem 4. und dem 7. Oktober 1940 durch den Lagerkommandanten Lieutenant Colonel Leclerc für den Präfekten in Perpignan erstellt wurden. Das Inventar erlaubt es noch heute abzuschätzen, wie viele Wertsachen den Flüchtlingen geraubt wurden. 
Weitere Internierungscamps existierten entlang der Küste des Languedoc-Roussillon, so etwa in Agde, in Rivesaltes und Argelès-sur-Mer (siehe Karte).

## Infrastruktur

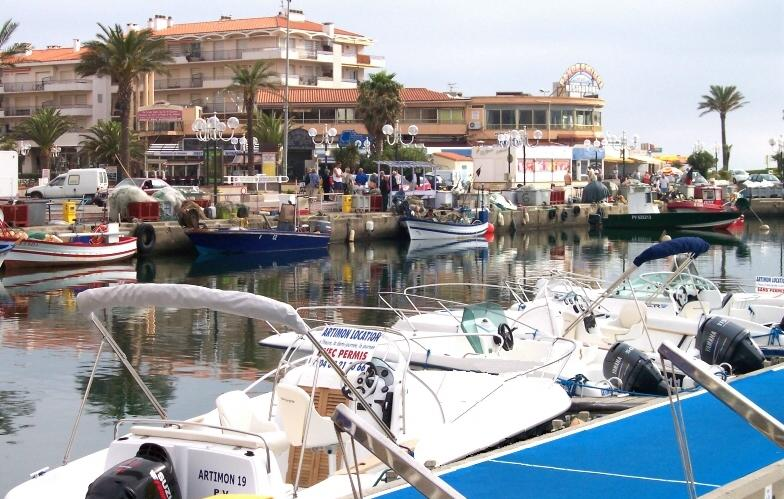
Hafen und Uferpromenade

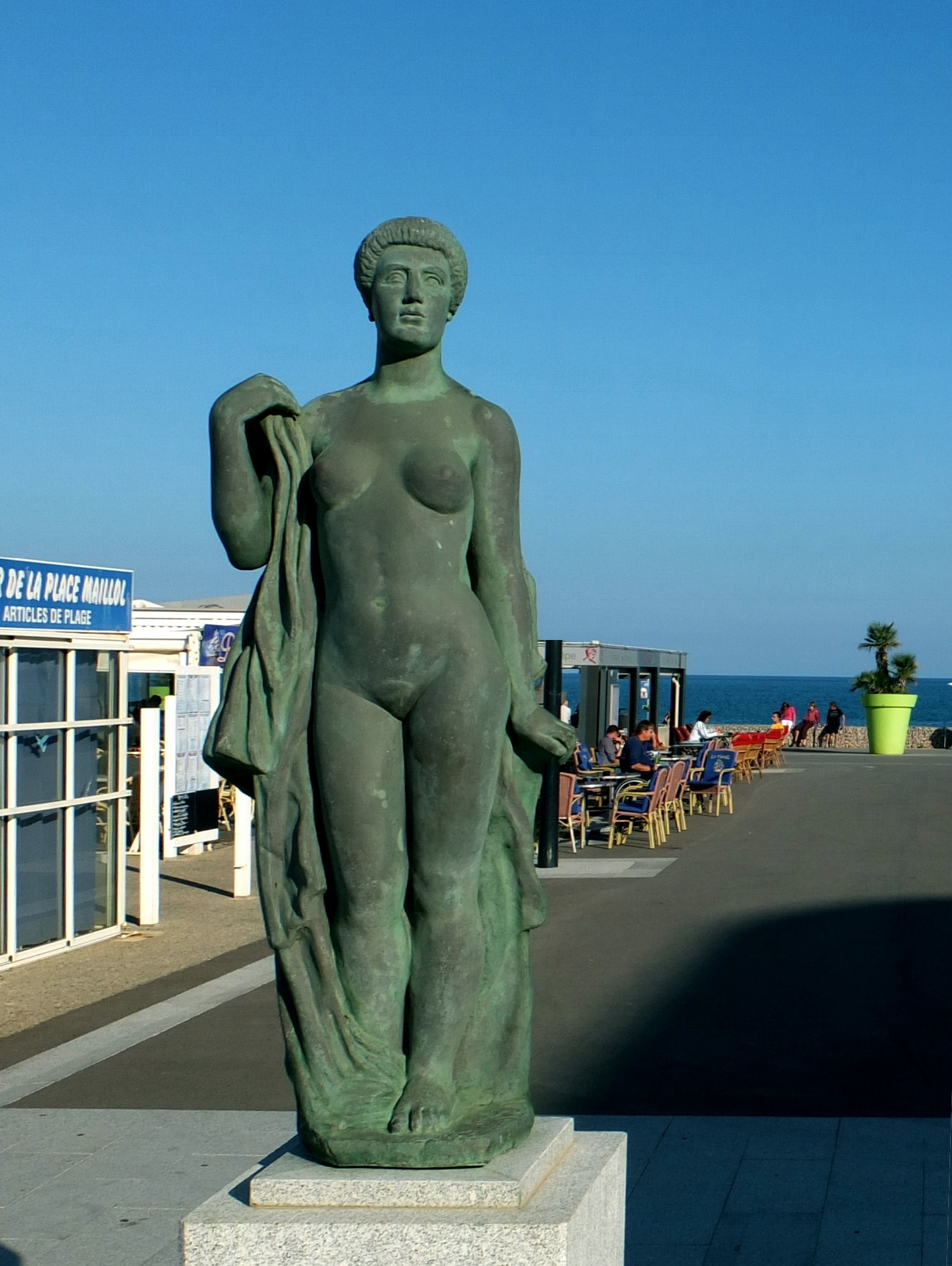
Kopie der Bronzeskulptur La Baigneuse Drapée von Aristide Maillol auf der Place Maillol in Saint-Cyprien Plage

Die Infrastruktur ist gut entwickelt. Es gibt in Saint-Cyprien praktisch alles, was man zum täglichen Leben braucht. Auch einige größere Supermärkte haben sich am Ortsrand zwischen Saint-Cyprien und Latour-Bas-Elne angesiedelt. Kindergärten und alle Arten von Schulen sind vorhanden. Das Angebot an Ärzten ist ausreichend. Spezialisten und Krankenhäuser findet man im ca. 16 km entfernten Perpignan. Arbeitsplätze gibt es bei kleinen und mittleren Firmen im Gewerbegebiet. Der größte Arbeitgeber ist die Gemeindeverwaltung mit ihren zahlreichen Dienstleistungen. Besonders gefordert ist die Infrastruktur im Juli und August, wenn sich bis zu 200.000 Urlauber und Touristen in Saint-Cyprien aufhalten.

## Tourismus
Im Rahmen eines Raumplanungsprojekts zur Förderung des Tourismus in den Küstengebieten der Region Languedoc-Roussillon wurde Saint-Cyprien Anfang der 1960er-Jahre zusammen mit sechs weiteren Orten als Schwerpunktgemeinde für den Ausbau der touristischen Infrastruktur ausgewählt. In der Folge wurde die Stadt zu einem Badeort ausgebaut. Es gibt einige mittelgroße Hotels. Als Ferienunterkunft überwiegen Appartements und Ferienhäuser. Bedeutend sind der riesige Jachthafen mit mehr als 4000 Liegeplätzen sowie der breite und sehr lange Sandstrand, an dem es auch im Sommer noch ruhige Plätze gibt.

## Sonstiges
Am 27. November 2008 stürzte ein Airbus A320-200 vor Saint-Cyprien ins Mittelmeer. Er war vom Airbus-Wartungsstandort am Flughafen Perpignan zu einem Testflug gestartet. Alle sieben Menschen an Bord kamen ums Leben.

## Persönlichkeiten
- Karl Fischer (1918–1963), österreichischer Politiker und Widerstandskämpfer, 1940 von Antwerpen in das Lager Saint-Cyprien deportiert, sein 2. Fluchtversuch war erfolgreich. Anschließend Tätigkeit in der Résistance, Häftling im KZ Buchenwald und Gulag-Häftling.
- Kurt Julius Goldstein (1914–2007), war von 1939 bis 1940 im Lager Saint-Cyprien interniert und wurde später nach Auschwitz verschleppt. Er überlebte die Gefangenschaft als einziger jüdischer Kapo des KZ-Bergwerks Jawischowitz.
- Hans Joachim Hinrichsen (1909–1940), deutscher Jurist und Musikverleger, 1940 in Saint-Cyprien interniert, starb im Lager.
- Fritz Kahmann (1896–1978), deutscher Landwirt und Politiker, KPD-Reichstagsabgeordneter, Interbrigadist und DDR-Verwaltungskader (Bodenreform), 1939/40 in Saint-Cyprien interniert
- Erwin Kramer (1902–1979), deutscher Interbrigadist und späterer Verkehrsminister der DDR; 1939 im Lager Saint-Cyprien interniert
- Felix Nussbaum (1904–1944), deutscher Maler, 1940 in Saint-Cyprien interniert und 1944 in Auschwitz-Birkenau ermordet
- Abel Paz (1921–2009), spanischer Widerstandskämpfer und Autor, 1939 in Saint-Cyprien interniert
- Erich Schmid (1908–1984), österreichischer Maler jüdischer Herkunft, vermutlich 1940 aus Belgien in dieses Lager verschleppt
- Erich Weinert (1890–1953), deutscher politischer Dichter, Interbrigadist, 1939 in Saint-Cyprien interniert. Camaradas – Ein Spanienbuch (1951) enthält ein Kapitel über Saint-Cyprien.